# Щепотьєв Володимир Олександрович
Володи́мир Олекса́ндрович Щепо́тьєв (* 25 жовтня 1880, Полтава — †9 листопада 1937, тюрма НКВД СССР у Полтаві) — український музикознавець, фольклорист, педагог.
Жертва сталінського терору.

## Життєпис

Щепотьєв Володимир Олександрович

Народився в сім'ї дрібного чиновника, росіянина за національністю. Навчався в Полтавській духовній семінарії (закінчив 1900 р.) та на словесному відділенні Петербурзької духовної академії (1904). Відтоді до 1917 р. викладав російську словесність у Полтавській музичній школі Ахшарумова (1904—1910) та жіночому єпархіальному училищі.
Викладач Полтавського учительського інституту (1917-1919), педагогічного інституту (1920-1921), з 1918 - історико-філологічного факультету полтавського товариства "Просвіта" (1921 р. два заклади об'єдналися в Полтавський Інститут народної освіти - ПІНО).
У 1921—1922 рр. — обраний ректор ПІНО (фактично обов'язки не виконував).
З 1 березня 1926 р. — професор української та зарубіжної літератури і мовознавства Полтавського педінституту.
Володів грецькою, латинською, французькою мовами. За сумісництвом був завідувачем кабінетом мови і фольклору Полтавського краєзнавчого музею та працівником наукового товариства дослідження пам'яток старовини і мистецтва на Полтавщині (утворене 1917 р.). Як член Етнографічної комісії при ВУАН, вивчав місцевий фольклор і висвітлював цю тему в академічних збірниках. У 1920-х рр. брав участь в мистецькому і театральному житті Полтави (завідував літературною частиною драмтеатру), переклав низку п'єс і лібрето для оперного театру. Його громадсько-культурна робота зосереджувалась, головним чином, в організації народних читань, освітній та церковній діяльності. 1917 р.
організовував і певний час керував Першою українською гімназією ім. Котляревського.
На поч. 20-х рр. очолив раду Церковного братства у Полтаві, яке боролося за відродження української автокефальної церкви.
У березні 1928 р. заарештований як член СВУ і засуджений до адміністративної висилки на Урал, де жив протягом 5 років і працював у м. Славгороді, викладаючи російську мову в місцевому сільськогосподарському технікумі.
Повернувшись 1934 р. в Україну, мешкав з дружиною у родичів у с. Веприку на Гадяччині. Доступу до науково- педагогічної роботи не мав.
22 вересня 1937 р. заарештований вдруге за вигаданим звинуваченням у «контрреволюційно-націоналістичній агітації» та належності до міфічної «антирадянської організації». Після катувань розстріляний.
1958 р., за поданням сина, реабілітований.

## Архіви
Особовий фонд В. О. Щепотьєва загинув під час арештів 1928 та 1937 рр. Частину матеріалів архіву 1937 р. вивіз до Росії (у м. Саратов) син вченого М. В. Щепотьєв. Після 1990 р. частину тих документів було повернуто в Україну
(знаходяться в музеї «Музична Полтавщина» при Полтавському музучилищі ім. М. В. Лисенка та в педагогічному інституті ім. В. Г. Короленка). Деякі рукописні праці ще з 20-х рр. зберігаються в ВР ІЛ ім. Т. Г. Шевченка НАН України.